# روي دا غراسيا
روي فرناندو دا غراسيا (مواليد 28 مايو 1985 في بمبيبر، إسبانيا)، هو لاعب كرة قدم غيني استوائي في مركز الدفاع. يلعب لنادي هيبرنيانس في الدوري المالطي الممتاز كما يمثل منتخب غينيا الاستوائية.

## روابط خارجية
- روي دا غراسيا على موقع الاتحاد الدولي (مؤرشف)  (الإنجليزية)
- روي دا غراسيا على موقع قاعدة بيانات كرة القدم.إي يو (الإنجليزية)
- روي دا غراسيا على موقع ناشيونال فوتبول تيمز (الإنجليزية)
- روي دا غراسيا على موقع Soccerway.com (الإنجليزية)
- روي دا غراسيا على موقع عالم كرة القدم.نت (الإنجليزية)